# Громадська експертна рада Дубенщини
Грома́дська експе́ртна ра́да Ду́бенщини (ГЕРД) - форма співпраці експертів у різних галузях суспільної діяльності, які застосовують свої знання та досвід для розвитку громади Дубенщини.
Громадська експертна рада Дубенщини створена на початку 2014 року. ГЕРД не здійснює фінансово-господарської діяльності, не має і не набуває прав власності на матеріальні та нематеріальні цінності. Право на використання ідей, пропозицій, концептуальних розробок та інших інтелектуальних продуктів, створених в результаті діяльності ГЕРД, належить громадськості.
Ініціаторами створення та членами спільноти Громадської експертної ради Дубенщини є: Олександр Карпюк, депутат Дубенської міської ради; Леонід Кічатий, директор Державного історико-культурного заповідника м. Дубна; Михайло Корилкевич, член Наглядової ради групи компаній "Монстера"; Олег Супрун, спеціаліст управління архітектури; Олександр Гладунов, експерт Аналітичної групи "Стратегіко"; Олександр Лісовський, політолог.
Головою Громадської експертної ради Дубенщини є Михайло Корилкевич, голова правління Рівненського обласного благодійного фонду "Любіть Україну", член Наглядової ради групи компаній "Монстера", президент Української асоціації вапняної промисловості. Координатор ГЕРД – Олександр Лісовський, політолог.
Участь у спільноті та організація діяльності
Члени Громадської експертної ради Дубенщини є визнаними фахівцями у певній галузі, що підтверджується їхнім публічним статусом у державних та недержавних організаціях і установах, публікаціями, науковими роботами та громадськими ініціативами, вагомим внеском у суспільно-політичне життя регіону й України.
Участь в Громадській експертній раді Дубенщини здійснюється на підставі добровільного рішення особи, якій виповнилося 18 років або рекомендації одного з засновників ГЕРД, яка підлягає одноголосному погодженню дійсними учасниками спільноти. Для забезпечення організації діяльності учасники ГЕРД обирають Голову ради та її координатора. Голова та координатор забезпечують діяльність ГЕРД на регулярній основі, представляють спільноту перед іншими громадянами, громадськими ініціативами та об’єднаннями, органами влади тощо. Кожен з учасників ГЕРД має право висловлювати позицію Громадської експертної ради Дубенщини та представляти її тільки на підставі одноголосного делегування таких повноважень учасниками спільноти.
Громадська експертна рада проводить публічні обговорення важливих для місцевої громади проблем, розробляє експертні висновки, пропозиції, стратегії розвитку тощо і пропонує їх для втілення органам влади й ініціативним групам громадян. Кожен з експертів ГЕРД активізує та розвиває співпрацю фахівців у певній галузі для вирішення завдань, що постають перед спільнотою. Громадська експертна рада Дубенщини розширює межі своєї діяльності та співпрацює з громадами інших районів Рівненщини, ділячись позитивним досвідом і сприяючи реалізації корисних ідей.
Діяльність ГЕРД здійснюється у таких формах:
- публічні обговорення та громадські слухання з актуальних питань життєдіяльності та розвитку місцевої громади;

- робочі засідання для обговорення пороблених питань та напрацювання погоджених рішень;

- експертне оцінювання рішень та регуляторно-нормативних актів органів влади та місцевого самоврядування;

- розробка пропозицій та рекомендацій спрямованих на покращення життя місцевих громад, проектів рішень органів влади та місцевого самоврядування, стратегічних планів розвитку, концепцій, проектів тощо;

- вивчення громадської думки;

- проведення конкурсів і заохочення громадської творчості та ініціативи у різноманітних формах;

- організація та участь в публічних акціях, заходах тощо в межах, передбачених чинними законодавчими нормативними актами України;

- поширення суспільно важливих ідей та пропозицій через засоби масової інформації, соціальні мережі, інші сучасні форми публічних комунікацій;

- участь у інших громадських ініціативах, радах, комітетах тощо;

- участь в існуючих і створення нових форм громадського контролю за діями влади.